# Andrej Karlov
Andrej Gennadevitj Karlov (russisk: Андре́й Генна́дьевич Ка́рлов; født 4. februar 1954, død 19. december 2016) var en russisk diplomat, der blandt andet arbejdede som den russiske ambassadør i Tyrkiet og Nordkorea. Den 19. december 2016 blev Karlov skudt og dræbt ved et kunstudstilling i Ankara i Tyrkiet af en tyrkisk politibetjent uden for tjeneste ved navn Mevlüt Mert Altıntaş.
Karlov blev født i Moskva den 4. februar 1954. I 1976 blev Karlov uddannet fra Moskvas statslige institut for international politik. Samme år sluttede han sig til den diplomatiske tjeneste. I 1992 blev han uddannet fra det Diplomatiske akademi for det russiske udenrigsministerium. Han talte flydende koreansk og tjente i forskellige roller ved den sovjetiske ambassade i Nordkorea fra 1979 til 1984 og 1986 til 1991, før han gjorde tjeneste som Ruslands ambassadør i Nordkorea fra 2001 til 2006. Mellem 1992 og 1997 arbejdede han i den russiske ambassade i Sydkorea.
Fra 2007 til 2009 fungerede Karlov som Vicedirektør for den Konsulære Afdeling af det russiske udenrigsministerium. Han blev forfremmet til direktør for afdelingen i januar 2009. Han blev udnævnt til ambassadør i Tyrkiet i juli 2013.

## Privat
Karlov var gift og havde en søn.

## Mord
Den 19. december 2016 blev Karlov skudt og dræbt af Mevlüt Mert Altıntaş (født 1994), som var en tyrkisk politibetjent uden for tjeneste, på en kunstudstilling i Ankara i Tyrkiet.
En video af angrebet viste at gerningsmanden råbte: "Glem ikke Aleppo, glem ikke Syrien!" og "Allahu Akbar" (Gud er størst), mens han holdt en pistol i den ene hånd og viftede i luften med den anden. Angriberen råbte også "Hold jer væk! Hold jer væk! Kun døden kan tage mig ud af det her. Enhver, der har en rolle i denne undertrykkelse vil dø, én efter én." Gerningsmanden råbte på arabisk og tyrkisk. Han var klædt i jakkesæt og slips og åbnede ild mod Karlov på klos hold, mens ambassadør var ved at holde tale. Mevlüt Mert Altıntaş blev senere dræbt af politiet.
Mordet fandt sted efter flere dage med protester fra det tyrkiske folk over russisk indblanding i den syriske borgerkrig og slaget om Aleppo, selvom de russiske og tyrkiske regeringer havde forhandlet en våbenhvile.